# Boerhavia spicata
Boerhavia spicata är en underblomsväxtart som beskrevs av Jacques Denys Denis Choisy. Boerhavia spicata ingår i släktet Boerhavia och familjen underblomsväxter. Inga underarter finns listade i Catalogue of Life.